# Dorit Jellinek
Dorit Jellinek, née en 1958, est un mannequin élue Miss Israël en 1978.

## Biographie
Jellinek est née à Haïfa, et en 1978, elle a remporté le concours Miss Israël, dans le concours Miss Univers, elle a atteint les demi-finales. Elle est ensuite devenue un mannequin à succès en Israël.
Elle a étudié les sciences politiques et la philosophie à l'Université de Haïfa, après quoi elle a étudié la médecine alternative.